# A dicső tizenegy
A dicső tizenegy (eredeti cím: Ocean’s 11 / Ocean’s Eleven) 1960-ban bemutatott bűnügyi vígjáték, melyet Lewis Milestone rendezett. A főbb szerepekben Peter Lawford, Frank Sinatra, Dean Martin, Sammy Davis Jr. és Joey Bishop látható.
Danny Ocean és egykori katonatársai elhatározzák, hogy szilveszter éjszakáján 2 perc alatt kirabolják Las Vegas öt kaszinóját. A ravaszul kieszelt tervet mesteri kivitelezés követi, de a végeredmény mégsem tökéletes.
A film történetét 2001-ben Steven Soderbergh rendező feldolgozta az Ocean’s Eleven – Tripla vagy semmi című filmjében, melyet több folytatás követett.

## Cselekmény
Danny Ocean (Frank Sinatra) és Jimmy Foster (Peter Lawford) összehívja egykori katonatársait, akikben tökéletesen megbíznak és akikre mind szükség van egy agyafúrt terv végrehajtásához, aminek során öt Las Vegas-i kaszinót akarnak kirabolni szilveszter éjszakáján, nem sokkal éjfél után. Fejenként legalább 1 millió dollár lenne a haszon (ami akkoriban óriási összegnek számított). Egyikük nem akarja vállalni a feladatot, de a többieket látva mégis beszáll. Másikuk éppen most jött ki a börtönből, ahol  ötéves  börtönbüntetését töltötte. Ő nem tartja szerencsésnek magát, ezért a többiek érdekében nem akar részt venni az akcióban. Amikor azonban kiderül, hogy a tüdejével komoly baj van, a fia érdekében mégis elvállalja.
Az öt kaszinó: Sahara, Riviera, Desert Inn, Sands, Flamingo.
A csapat szilveszter éjjelén az éjfél utáni boldog zűrzavart akarja kihasználni. Josh Howard (Sammy Davis Jr.) előzőleg robbanóanyagot helyez el az egyik villamos távvezetéknél, ami elektromos árammal látja el a kaszinókat. A kaszinók fel vannak szerelve aggregátorokkal az ilyen esetekre, amik szükséghelyzetben elektromos áramot állítanak elő a vészlámpák számára. Az alapötlet az, hogy amikor az áram pár perc múlva az aggregátorok bekapcsolódása miatt visszajön, a pénztárosokhoz, vagyis a széfekhez vezető ajtók nyíljanak ki. Ehhez egy villanyszerelőnek előzőleg át kell kötnie az ajtók elektromos távvezérlését. Továbbá, hogy az ajtókat megtalálják sötétben is, előzőleg olyan láthatatlan festékkel fújják be a kilincseket, amik a sötétben egy speciális szemüveggel láthatóak lesznek. Erre azért van lehetőségük, mert a tizenegy tag közül öt a kaszinókban dolgozik. Egyikük, Josh a kaszinóktól szállítja el a szemetet. Neki kulcsfontosságú szerepe van, mert miután a többiek egy-egy táskába bepakolják a páncélszekrényekből a pénzt, a táskákat a kukákba teszik, amiket Josh a szeméttelepen megtalál és egy hordóba rejt.
Amikor minden kaszinóban a közönség az Auld Lang Syne című dalt énekli éjfél után, indul az akció. Minden simán megy. Váratlan fordulat, hogy az akció sikeres végrehajtása után a villanyszerelő, Tony Bergdorf az utcán rosszul lesz, összeesik és meghal. Ez elszomorító, de önmagában még nem lenne baj. A problémát több tényező okozza. A kaszinók vezetősége szeretné visszaszerezni a pénzt, vagy annak legalább egy részét. Ehhez egy valamikor profi bűnöző, Duke Santos (Cesar Romero) jelentkezik, aki a pénz 30%-áért vállalja, hogy visszaszerzi az elrabolt összeget, ha pedig ez nem sikerül, nem kap semmit. Véletlenül meghallja, hogy az elhunyt abban a bizonyos katonai egységben szolgált valamikor, amiben annak a nőnek a fia, akit el akar venni. Az egykori bűnöző egy pillanat alatt rájön, hogy a fiú is benne van a dologban. Mivel egykori katonatársait is látták a városban, ezért felkeresi Oceant és Fostert a szállodai szobájukban. 50% fejében vállalja, hogy nem adja fel őket a rendőrségen. Hogy ne kelljen fizetniük ilyen hatalmas részt a zsarolónak, kitalálják, hogy éjszaka a pénzt az elhunyt koporsójába rejtik, mivel tudják, hogy özvegye (Jean Willes) másnap érkezik és San Franciscóba akarja szállítani a holttestet. Egyikük könyörületből tízezer dollárt kivesz a csomagból, hogy azt közvetlenül az özvegynek tudják adni. Elköveti azonban azt a hibát, hogy a pénzt összefogó papírcsíkot a koporsó mellett elejti. Mivel Santos már járt a temetkezési vállalkozónál korábban, megkérte az egyik tulajdonost, hogy jelezze neki, ha szokatlan dolgot vesz észre. Ezért telefonhívást kap a katonatársak érkezéséről a temetési szertartásra. Az özvegy úgy döntött, hogy fölösleges a holttestet elszállíttatnia. A szertartáson kiderül, hogy nem temetésről van szó, hanem hamvasztásról. Így a koporsóba rejtett pénz a holttesttel együtt elég...

## Szereplők
| Szerep                   | Színész          | Magyar hangja (1. szinkron, 2006) |
| ------------------------ | ---------------- | --------------------------------- |
| Danny Ocean              | Frank Sinatra    | Mihályi Győző                     |
| Sam Harmon               | Dean Martin      | Cseke Péter                       |
| Josh Howard              | Sammy Davis Jr.  | Rajkai Zoltán                     |
| Jimmy Foster             | Peter Lawford    | Kautzky Armand                    |
| Tony Bergdorf            | Richard Conte    | Rosta Sándor                      |
| Mushy O’Connors          | Joey Bishop      | Lippai László                     |
| Roger Corneal            | Henry Silva      | Holl Nándor                       |
| Vince Massler            | Buddy Lester     | Vass Gábor                        |
| George „Fürtös” Steffans | Richard Benedict | Forgács Gábor                     |
| Peter Rheimer            | Norman Fell      | Németh Gábor                      |
| Louis Jackson            | Clem Harvey      | Juhász György                     |

Mások
| Beatrice Ocean                    | Angie Dickinson | Hámori Eszter  |
| Duke Santos                       | Cesar Romero    | Barbinek Péter |
| Adele Elkstrom                    | Patrice Wymore  | Németh Kriszta |
| Spyros Acebos                     | Akim Tamiroff   | Koroknay Géza  |
| Mrs. Restes                       | Ilka Chase      | Halász Aranka  |
| Mrs. Grace Bergdorf               | Jean Willes     | N/A            |
| Mr. Kelly, temetkezési vállalkozó | Hank Henry      | Uri István     |
| Gyanakvó fiatalember              | Lew Gallo       | N/A            |
| Wimmer seriff                     | Robert Foulk    | Bácskai János  |
| Timmy Bergdorf                    | Ronnie Dapo     | Czető Ádám     |

Cameoszerep
| Kékruhás, ittas lány           | Shirley MacLaine | Dögei Éva   |
| Jack Strager kaszinótulajdonos | George Raft      | Csuha Lajos |
| Szerencsejátékos               | Red Skelton      | N/A         |
| A lelkész (hang)               | Richard Boone    | N/A         |

## A film készítése
Peter Lawford első ízben Gilbert Kay rendezőtől hallotta a történet alapötletét, aki állítólag egy benzinkúti alkalmazottól hallotta. Lawford 1958-ban megvette a film jogait. Akkori elképzelés szerint William Holden lett volna a főszereplő. Sinatra is érdeklődött az ötlet iránt. A forgatókönyvön több író dolgozott.
A forgatás Chicagóban és Las Vegasban zajlott.

## Fogadtatás

### Kritikai visszhang
A filmkritikusok véleményét összegző Rotten Tomatoes 46%-ra értékelte 26 vélemény alapján. Ugyanitt a közönség 84%-ának tetszett.

### Díjak, jelölések
jelölések:
- 1961, Laurel Awards, Golden Laurel-díj – „akciófilm” kategória (a 4. helyre került)
- 1961, Writers Guild of America, WGA Award – „legjobb amerikai forgatókönyv”: Harry Brown, Charles Lederer

## DVD-megjelenés
- A film DVD-n 2008. május 13-án jelent meg.
- Blu-rayn 2010. november 9-én jelent meg, a film 50. évfordulója alkalmából.[5]
- Speciális kommentár Frank Sinatra Jr. és Angie Dickinson részéről
- "Vegas térkép" – apró dokumentumok a filmben kirabolt kaszinókról
- Tonight Show – Angie Dickinson videóklipje Frank Sinatrával, aki házigazda volt a Tonight Show Starring Johnny Carson episodes-ban 1977. november 4-én
- "Tropicana Museum Vignette"
- Rejtett információk, amelyek a "Vegas térkép"-en találhatók (a menü a „lefelé” gomb megnyomása után felbukkanó lemezre kattintva jelenik meg)

## Fordítás
Ez a szócikk részben vagy egészben  az   Ocean's 11 (1960 film) című angol Wikipédia-szócikk fordításán alapul.  Az eredeti cikk szerkesztőit annak laptörténete sorolja fel. Ez a jelzés csupán a megfogalmazás eredetét és a szerzői jogokat jelzi, nem szolgál a cikkben szereplő információk forrásmegjelöléseként.